# Aleksios Kauslidis
Aleksios Kauslidis (gr. Αλέξιος Καουσλίδης; ur. 1 stycznia 1994) – cypryjski zapaśnik walczący w stylu wolnym. Zajął szesnaste miejsce na mistrzostwach Europy w 2017. Brązowy medalista igrzysk Wspólnoty Narodów w 2018. Wicemistrz śródziemnomorski w 2015. Trzeci na MŚ kadetów w 2010 roku.